# تفجير بيشاور 2018
في 10 تموز/يوليو 2018 وقع هجوم انتحاري استهدف تجمعا حاشدا لمناصري حزب العمال في بيشاور، خيبر بختونخوا بباكستان. كان هارون بيلور وهو مرشح الحزب الهدف الرئيسي من الهجوم وقد قُتل فعلا نتيجة القصف. تسبب الهجوم في مقتل 22 على الأقل وإصابة 75 آخرين، وقد أعلنت حركة طالبان باكستان مسؤوليتها عن الهجوم.

## الخلفية

### هجمات ضد قادة حزب عوامي الوطني
لطالما تعرض قادة حزب عوامي الوطني لهجمات انتحارية وغدارة من قبل مسلحين؛ ولطالما نُصبت لهم الكثير من الكمائن بسبب سياسات الحزب العلمانية والأقرب إلى الغربية. في كانون الأول/ديسمبر 2012 قُتل بشير أحمد بيلور زعيم حزب عوامي الوطني في تلك الفترة ووالد هارون بيلور.

## التفجير
في وقت متأخر من ليلة 10 تموز/يوليو من عام 2018 وصل هارون بيلور إلى منطقة ياكاتوت في بيشاور حيث كان هناك تجمع حاشد نوعا ما لساسة ومناصري حزب عوامي الوطني. خلال تلك الفترة انفجرت سيارة زعيم الحزب هارون مما نجم عنها تعرضه لإصابات خطيرة نُقل على إثرها للمستشفى لكنه توفي بعد لحظات متأثرا بجروحه.

## ما بعد الهجوم

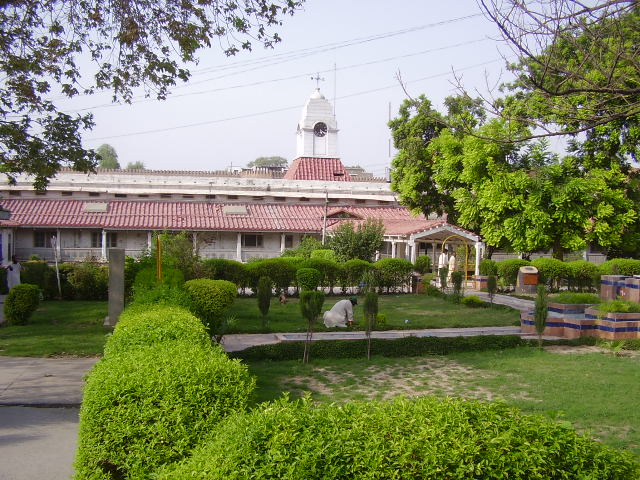
مستشفى ليدي ريدينغ

### خدمات الإنقاذ
بعد وقت قصير من الانفجار وصلت وكالات إنفاذ القانون إلى الموقع وبدأت التحقيق ثم وصلت لخلاصة أولية تُفيد بأن المهاجمين قد استعموا ما يُقارب من 8 كيلوغرامات من مادة تي إن تي داخل قنبلة. تم نقل جميع القتلى والمصابين إلى مستشفى ليدي ريدينغ. خلصت اللجنة في نهاية المطاف إلى أن الهجوم تم بعدما قام انتحاري بتفجير نفسه داخل المجمع وأن هارون كان الهدف من الهجوم وهذا ما يُفسر تفخيخ سيارته أيضا. أشارت الحصيلة الأولية أن 13 شخصا قد قُتل خلال هذا الهجوم لكن العدد ارتفع إلى 21 وفقا لمسؤولي مستشفى ليدي ريدينغ. تسبب الهجوم أيضا في جرح 75 آخرين بجراح متفاوتة الخطورة. وبصرف النظر عن بيلور فإن 14 من مجموع القتلى هم: آصف خان، محمد نعيم، محمد صهيب، الحاج محمد غول، ياسين، نجيب الله، محمد خان، حذيفة، عبد الله عارف حسين، عمران، أختار غول، زمير خان، رضوان، صادق ثم اثنين من الجثث التي لم يتم التعرف عليها. في 12 تموز/يوليو 2018 وبعد يومين من الهجوم؛ توفي شخص آخر متأثرا بجراحه ليرتفع عدد الوفيات إلى 22.

### رفات بيلور
تحولت جثة بيلور إلى مقر إقامته، هناك تجمع أنصار وداعمي حزب عوامي الوطني ورددوا هتافات ضد الحكومة بسبب «عدم توفيرها للأمن».

### تأجيل الانتخابات
في أعقاب الحادث قررت لجنة الانتخابات في باكستان تأجيل الانتخابات في منطقة بيلور لوقت غير محدد.

## ردود الفعل

### قوات الأمن
تشكلت لجنة عليا بقيادة محمد طاهر وسبع أعضاء آخرين للتحقيق في الحادث وتقديم التقرير النهائي في غضون 7 أيام.
قامت الشرطة في اليوم الموالي بالكثير من المداهمات لعدة مقرات في جميع أنحاء المدينة، كما انتشرت تسع وحدات للشرطة وقوات الجيش في جميع نقاط الدخول والخروج من المدينة.

### الجناة
أعلنت حركة طالبان باكستان مسؤوليتها عن التفجير واصفة اغتيال بيلور «بالانتقام من الحكومة السابقة» (في إشارة إلى فترة مشاركة الحزب في الحكومة من 2008 حتى عام 2013) ثم حذرت قوات الأمن بمزيد من الهجمات.